# 阿盧高原鰍
阿盧高原鰍（學名：Triplophysa aluensis）為輻鰭魚綱鯉形目條鰍科高原鰍屬的其中一種。分布於中國貴州省南盤江流域，體長可達8.3公分，棲息在溪流底層水域，生活習性不明。

## 扩展阅读
維基物種上的相關：阿盧高原鰍